# 리코디드 뮤직 NZ
리코디드 뮤직 NZ(Recorded Music NZ)는 뉴질랜드의 대형 레코드 협회이다. 음악 라이선스 및 로열티의 관리를 감독하고있다. 뉴질랜드 음악상을 매년 주최하며, 음반 및 음원 순위도 발표한다.